# Papa Stjepan
Ukupno su bila devetorica papa imena Stjepan.
- Stjepan I.  (254.? - 257.?)
- Stjepan (II.)  (752.), umro prije biskupskog ređenja pa se obično ne broji; najkraći pontifikat u povijesti (4 dana)
- Stjepan II. (752. – 757.)
- Stjepan III.  (768. – 772.)
- Stjepan IV.  (816. – 817.)
- Stjepan V. (885. – 891.)
- Stjepan VI. (896. – 897.)
- Stjepan VII. (928. – 931.)
- Stjepan VIII. (939. – 942.)
- Stjepan IX. (1057. – 1058.)